# Батман (місто)
Батма́н (тур. Batman курд. Êlih вірм. Բաթման) — район міського типу в Туреччині, адміністративний центр ілу Батман.
Місто назване іменем річки Батман. Колишня назва міста, використовувана і до цього дня курдами — Еліх.
Залізниця сполучає місто із Стамбулом, у місті є аеропорт.
Корінне населення провінції - вірмени та курди. Періодично тут відбуваються сутички курдського населення і поліцією. Крім того, Батман - батьківщина багатьох Єзидів, які живуть в Німеччині, що втекли туди через репресивну політику Туреччини, спрямовану проти національних меншин.
До 50-х років Батман був невеликим селом, що стало містом з появою тут підприємств нафтової промисловості, перших в Туреччині.

## Клімат
Місто знаходиться у зоні, котра характеризується середземноморським кліматом. Найтепліший місяць — липень із середньою температурою 30 °C (86 °F). Найхолодніший місяць — січень, із середньою температурою 1.1 °С (34 °F).
| Клімат Батмана          | Клімат Батмана | Клімат Батмана | Клімат Батмана | Клімат Батмана | Клімат Батмана | Клімат Батмана | Клімат Батмана | Клімат Батмана | Клімат Батмана | Клімат Батмана | Клімат Батмана | Клімат Батмана | Клімат Батмана |
| Показник                | Січ.           | Лют.           | Бер.           | Квіт.          | Трав.          | Черв.          | Лип.           | Серп.          | Вер.           | Жовт.          | Лист.          | Груд.          | Рік            |
| Абсолютний максимум, °C | 17             | 18             | 25             | 31             | 35             | 38             | 43             | 43             | 41             | 36             | 27             | 17             | 43             |
| Середній максимум, °C   | 5              | 7              | 13             | 20             | 26             | 32             | 38             | 38             | 33             | 25             | 16             | 9              | 22             |
| Середня температура, °C | 1              | 3              | 7              | 13             | 18             | 24             | 29             | 29             | 24             | 17             | 10             | 4              | 15             |
| Середній мінімум, °C    | −2             | −1             | 2              | 7              | 11             | 16             | 21             | 21             | 16             | 10             | 5              | 0              | 8              |
| Абсолютний мінімум, °C  | −17            | −20            | −7             | −2             | 2              | 6              | 13             | 13             | 10             | −1             | −14            | −17            | −20            |
| Норма опадів, мм        | 80             | 80             | 80             | 100            | 50             | 0              | 0              | 0              | 0              | 40             | 50             | 80             | 600            |
| Днів з дощем            | 6              | 6              | 5              | 6              | 4              | 0              | 0              | 0              | 0              | 3              | 3              | 6              | 42             |
| Вологість повітря, %    | 80             | 78             | 70             | 66             | 63             | 41             | 29             | 30             | 34             | 54             | 71             | 81             | 58             |
| ----------------------- | -------------- | -------------- | -------------- | -------------- | -------------- | -------------- | -------------- | -------------- | -------------- | -------------- | -------------- | -------------- | -------------- |
| Джерело: Weatherbase    |                |                |                |                |                |                |                |                |                |                |                |                |                |